# خبارة (حريب)

تعديل مصدري - تعديل

خبارة هي إحدى قرى عزلة العادي بمديرية حريب التابعة لمحافظة مأرب، بلغ تعداد سكانها 435 نسمة حسب تعداد اليمن لعام 2004.